# Одесские лиманы
Одесские лиманы — находящиеся в непосредственной близости от города Одессы семь лиманов: Куяльницкий (Андреевский), Хаджибейский, Сухой (Клейн-Либентальский), Большой Аджалыкский, Аджалыкский (Григорьевский), Тилигульский и Днестровский и др.
Все лиманы в определенной степени являются лечебными. Это связано с тем, что на дне лиманов значительным слоем лежит лиманная грязь, на глубине одного и более метра. Грязь представляет собой размягченную структуру чёрного цвета консистенции коровьего масла. С ярко выраженным запахом сернистого водорода, содержащая коллоидальные гидраты сернистого железа и окиси железа, высыхающая на воздухе в серый мелкий порошок.
|  |  |  |  |  |